# Liste der Monuments historiques in Acy-en-Multien
Die Liste der Monuments historiques in Acy-en-Multien führt die Monuments historiques in der französischen Gemeinde Acy-en-Multien auf.

## Liste der Bauwerke
| Bezeichnung              | Beschreibung | Standort | Kennzeichnung | Schutzstatus | Datum | Bild           |
| ------------------------ | ------------ | -------- | ------------- | ------------ | ----- | -------------- |
| Kirche St-Pierre-St-Paul |              | (Lage)   | PA00114473    | Inscrit      | 1926  | weitere Bilder |